# Réserve naturelle nationale géologique de Saucats et la Brède
La réserve de Saucats - La Brède (RNN62) est une réserve naturelle nationale géologique de Gironde. Classée en 1982 pour une superficie de 75,5 ha, elle protège 6 sites présentant des affleurements de sables coquilliers solidifiés ou faluns. Elle comprend également les stratotypes de l'Aquitanien et du Burdigalien (pro parte).

## Localisation

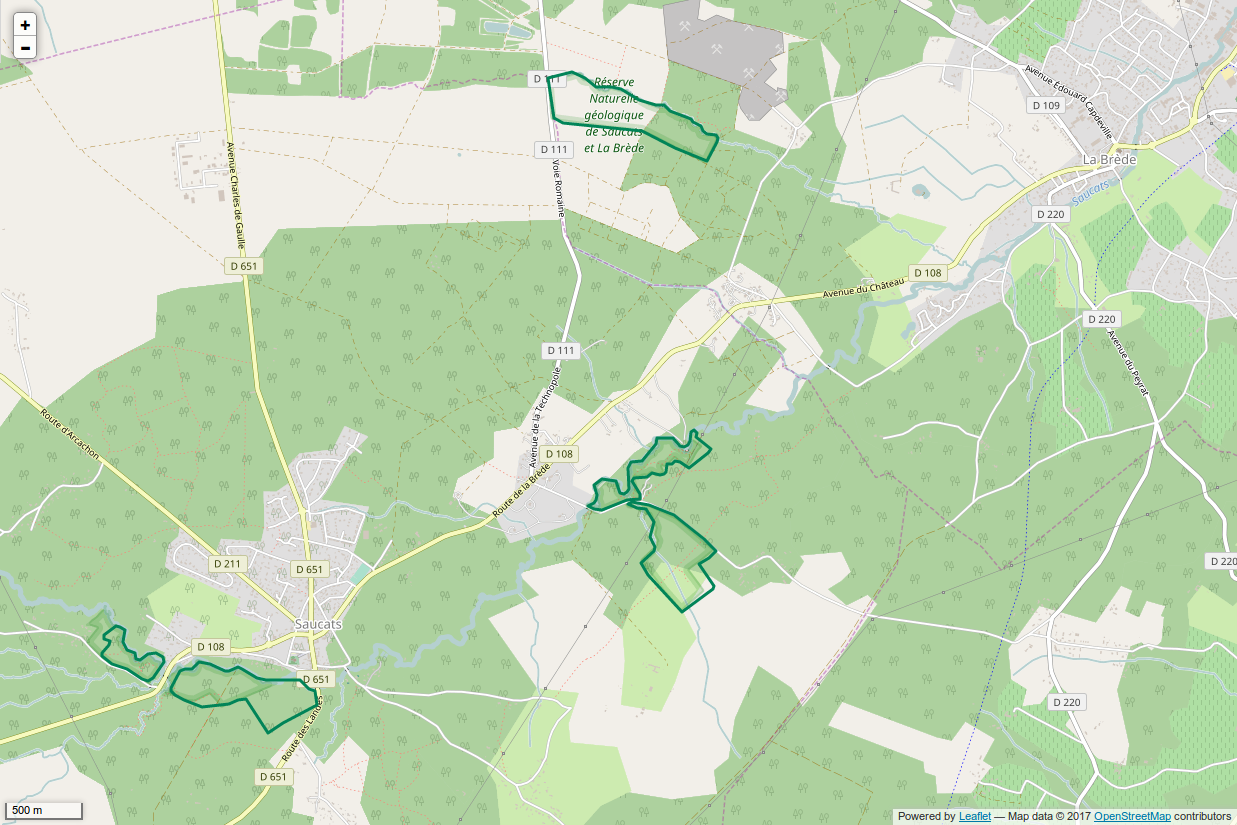
Périmètre de la réserve naturelle.

Le territoire de la réserve naturelle se trouve en Nouvelle-Aquitaine dans le département de la Gironde, sur les communes de Saucats et La Brède à une vingtaine de kilomètres au sud de Bordeaux et au cœur de la forêt des Landes. Il comprend 6 sites organisés en 3 secteurs géographiques pour une surface totale de 75,5 hectares.

## Histoire du site et de la réserve

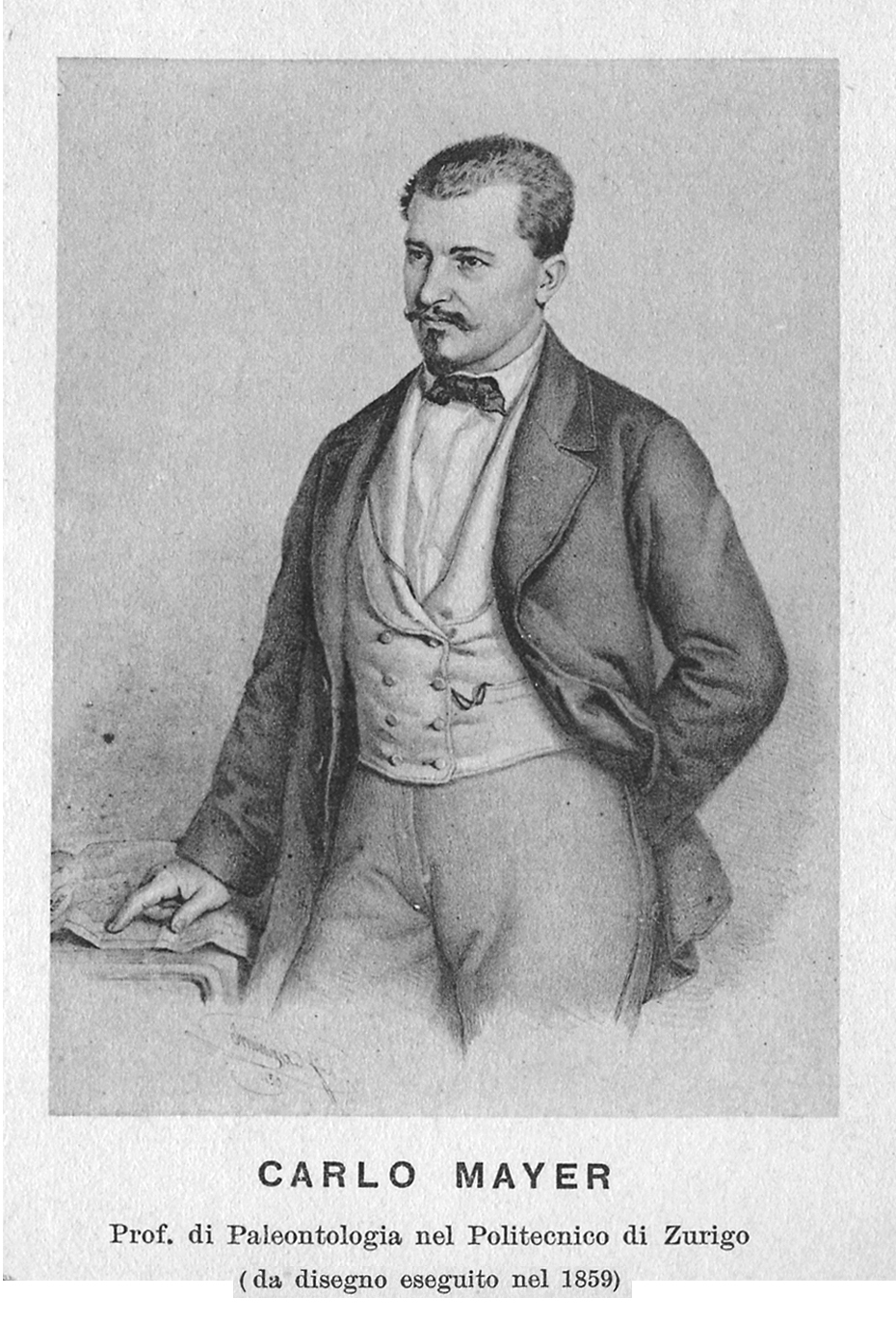
Charles Mayer, créateur de l'Aquitanien

Au sein du bassin sédimentaire Aquitain, le site montre une importante série de dépôts du Cénozoïque sous la forme d'affleurements. Ceux-ci sont visibles en particulier sur les rives de 2 ruisseaux : le Saucats et son affluent le Brousteyrot. Certains des affleurements ont servi de base à la création des stratotypes de l'Aquitanien (créé par Charles Mayer en 1858) et du Burdigalien (créé par Charles Depéret en 1892). Ils ont été très étudiés par les paléontologues pendant plus d'un siècle (Benoist, Degrange-Touzin, Cossmann, Peyrot, Daguin...) et également exploités par de nombreux collectionneurs jusqu'à la création de la réserve naturelle. En 1980 se crée l'Association pour la réserve géologique de Saucats - La Brède dans le but de protéger ce patrimoine, et de le faire découvrir. La réserve est créée en 1982 par arrêté ministériel : c'est la première réserve géologique de France.

## Écologie (biodiversité, intérêt écopaysager…)
L'intérêt principal du site est géologique. L'essentiel des niveaux est visible le long de ruisseaux encaissés dans de petits vallons qui regroupent par ailleurs des milieux naturels intéressants. 

### Géologie

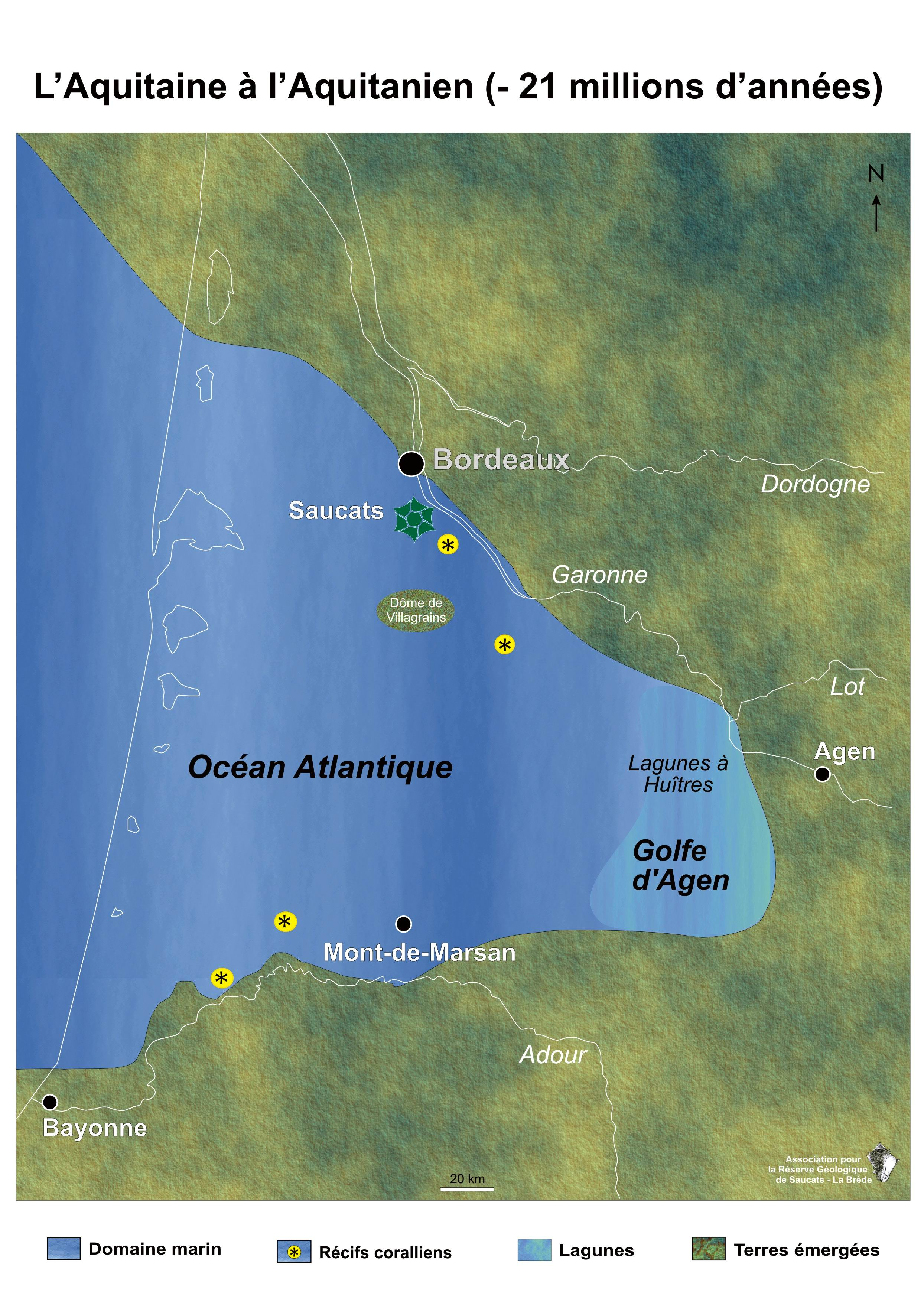
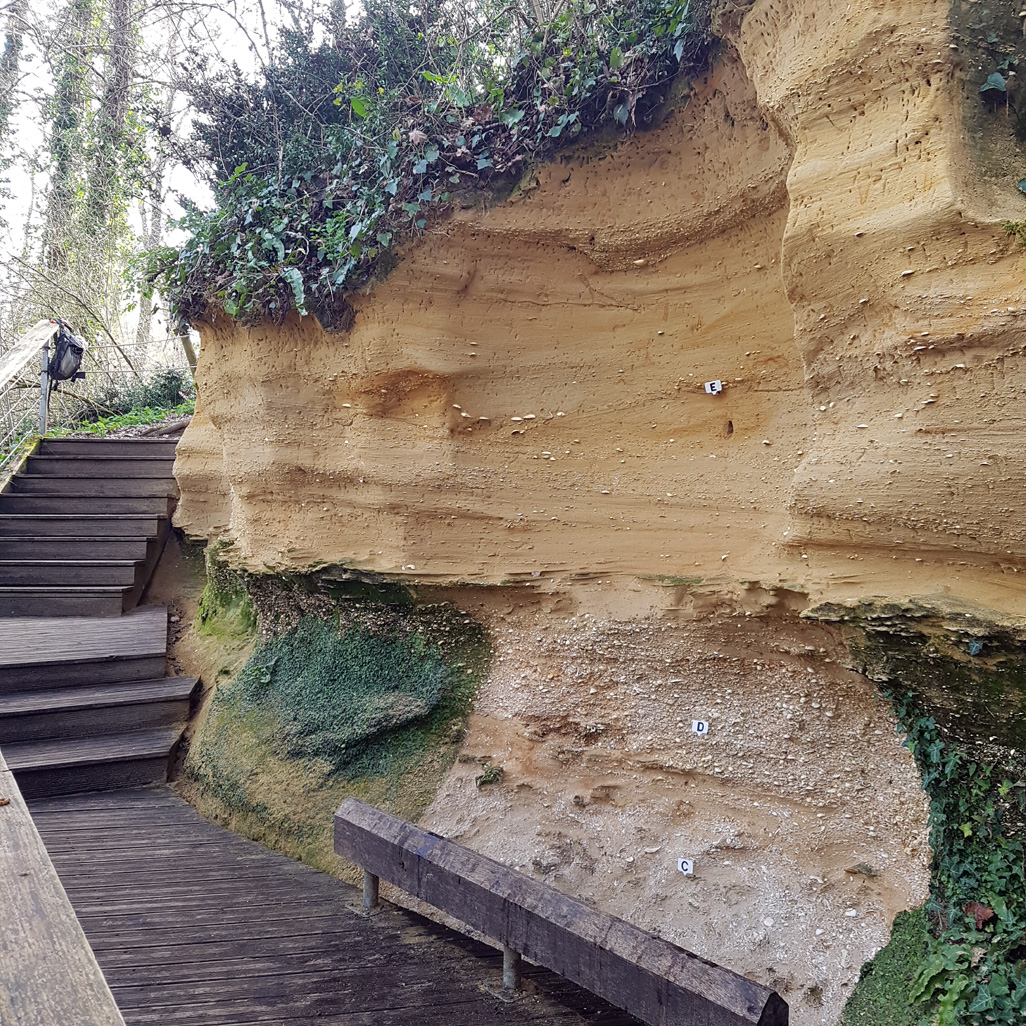
Falaise de Pont-Pourquey en bord de ruisseau.

Les niveaux géologiques protégés par la réserve naturelle se situent dans 3 étages de l'ère Tertiaire (période Néogène, époque Miocène) : successivement l'Aquitanien (23 à 20,5 Ma), le Burdigalien (20,5 à 16,4 Ma), et le Serravallien (14,8 à 11,2 Ma). Durant ces périodes, la mer a envahi le secteur à 3 reprises.

### Flore
Les ripysylves abritent l'Aulne glutineux, l'Iris des marais, le Populage des marais. 
Le site de Bernachon présente une grande diversité de bryophytes.

### Faune
Les sites sont fréquentés par le Vison, la Genette, le Martin-pêcheur d'Europe, la Bergeronnette des ruisseaux, le Roitelet à triple bandeau. Parmi les amphibiens, on trouve la Salamandre tachetée et le Triton marbré.

## Intérêt touristique et pédagogique
Outre la maison de la réserve, les 7 zones « phares » de la réserve naturelle sont respectivement les « musées de site  »(vitrines à ciel ouvert ou falaises aménagées) de Bernachon et l'Ariey pour l'étage Aquitanien, du Péloua, de la Bourasse et de Pont-Pourquey (Burdigalien), de Lassime (Serravallien).

## Administration, plan de gestion, règlement
La gestion de la réserve naturelle est assurée par l’Association de gestion de la réserve géologique de Saucats et La Brède.

### Outils et statut juridique
La réserve naturelle a été créée par un décret du 5 septembre 1982.